# Carmen Martínez Castro
Carmen Martínez Castro (Caracas, 1961) és una periodista veneçolana que exerceix la funció de secretària d'Estat de Comunicació en el ministeri de la Presidència d'Espanya des del 26 de desembre de 2011.
És llicenciada en ciències de la Informació per la Universitat Complutense de Madrid, en els seus primers anys va treballar a Radio 80 i Antena 3 Radio. Posteriorment va ser columnista a ABC i La Razón, així com col·laboradora dels programes televisius El Primer Café i La Respuesta (Antena 3) i El Debate de la Primera (TVE). També va ser sotsdirectora dels programes radiofònics La Linterna i La Mañana (COPE) i d'Herrera en la onda (Onda Cero); a més, va ser directora de La Brújula i de l'informatiu del migdia d'Onda Cero.